# 锥纹光壳蛤
是帘蛤目帘蛤科光壳蛤属的一种海洋腹足綱軟體動物（海螺）。

## 分佈
主要分布于中国大陆、台湾，常栖息在潮间带下部至潮下带20米的沙滩。